# Земен
Земен или Земун (буг. Земен, стсл. Земльнь, локални назив: Земун) град је у Републици Бугарској, у западном делу земље, седиште истоимене општине Земен у оквиру Перничке области.

## Географија
Положај: Земен се налази у западном делу Бугарске. Од престонице Софије град је удаљен 70 km југозападно, а од обласног средишта, Перника град је удаљен 45 km југозападно.
Рељеф: Област Земена се налази у долини реке Струме, на око 600 m надморске висине. Околина града је изразито планинска и под шумама.
Клима: Због знатне надморске висине клима у Земену је оштрији облик континенталне климе са планинским утицајима.
Воде: Кроз Земен протиче река Струма, а постоји и више мањих потока у околини. Изнад града се налази и вештачко језеро Пчелина.

## Историја
Област Земена је првобитно било насељено Трачанима, а после њих овом облашћу владају стари Рим и Византија. Јужни Словени ово подручеје насељавају у 7. веку. Од 9. века до 1373. године област је била у саставу средњовековне Бугарске.
Српски кнез Стефан Немања је у свом походу на Средац (Софију) заузео и Земен, крајем 12. века. Код земенске жељезничке станице (на један километар далеко) налази се српска средњовековна задужбина, Земенски манастир. У Земену је стара православна црква коју је подигао зет српског цара Душана, севастократор Дејан, отац Константинов.
Крајем 14. века област Земена је пала под власт Османлија, који владају облашћу 5 векова.
Године 1878. град је постао део савремене бугарске државе. Насеље постоје убрзо средиште окупљања за села у околини, са више јавних установа и трговиштем. Насеље је 1974. године доби градска права.

## Становништво
По проценама из 2010. г. Земен је имао око 4.200 ст. Огромна већина градског становништва су етнички Бугари. Остатак су махом Роми. Последњих деценија град губи становништво због удаљености од главних токова развоја у земљи.
Претежан вероисповест месног становништва је православна.

## Галерија
- Земенски манастир
- Зграда поште у Земену
- Градски дом здравља
- Дом културе у Земену